# Docteur de l'Église

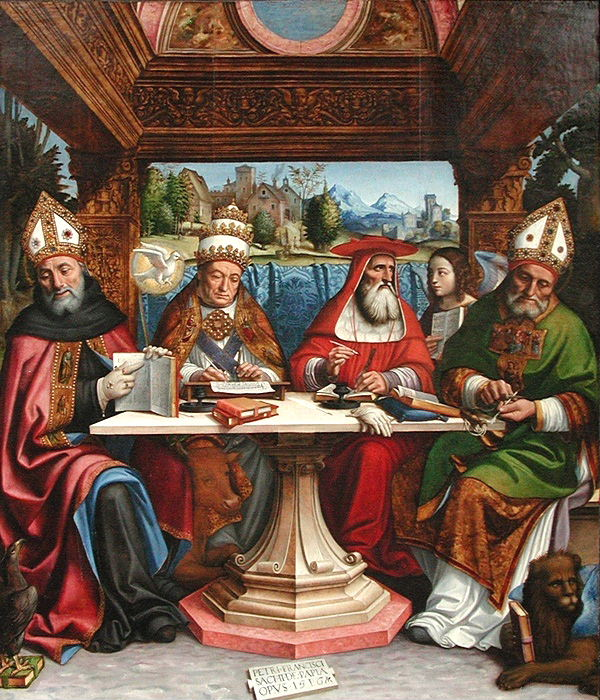
Les quatre Docteurs de l'Église latine par Pier Francesco Sacchi. De g. à dr. : Augustin d'Hippone (354–430), Grégoire Ier (540–604), Jérôme de Stridon (v. 347–420) et Ambroise de Milan (339–394). Ils sont représentés avec les attributs des quatre évangélistes : l'ange, le lion, le taureau et l'aigle.

Un Docteur de l'Église (en latin : Doctor Ecclesiae) est une personne baptisée, femme ou homme, dont l'Église catholique reconnaît l'autorité exceptionnelle dans le domaine de la théologie (eminens doctrina). Selon la Conférence des évêques de France, les docteurs de l'Église sont « des théologiens auxquels elle reconnaît une autorité particulière de témoins de la doctrine, en raison de la sûreté de leur pensée, de la sainteté de leur vie, de l'importance de leur œuvre ». 
Tous les docteurs de l'Église ont été soit formellement canonisés, soit officiellement considérés comme saints pour les plus anciens d'entre eux. Jusqu'en 1970, le titre n'avait été conféré qu'à des hommes, mais à la suite du deuxième concile œcuménique du Vatican (Vatican II), des femmes peuvent être proclamées docteurs de l'Église.

## Statut
Deux papes ont historiquement reçu le titre de Docteur de l'Église, saint Léon Ier le Grand et saint Grégoire Ier le Grand. Une thèse particulière, proposée par le cardinal Umberto Betti et le jésuite Giandomenico Mucci est de reconsidérer ce titre. Selon cette thèse : « Les documents de leur magistère font autorité non pas du fait de la eminens doctrina qu'il possède comme don de grâce personnel, mais en vertu de la charge qui fait d'eux le suprême pasteur et Docteur de tous les fidèles ».
Cette décision relève de l'autorité du Magistère de l'Église catholique, qui les considère officiellement comme docteurs universels.
Parmi les trente-huit docteurs reconnus par l'Église catholique, la grande majorité sont des hommes. Seulement quatre femmes ont été reconnues docteur, toutes après 1970 et le deuxième concile œcuménique du Vatican. Les docteurs sont répartis comme suit :
- 2 sont papes ;
- 18 sont évêques, dont 4 patriarches et 3 cardinaux ;
- 14 sont religieuses et religieux ;
- 2 sont diacres, dont 1 cardinal ;
- 1 est une laïque consacrée ;
- 1 est martyr.

## Doctorat féminin: reconnaissance du charisme et du travail doctrinal
Les débats ont commencé pour Thérèse d'Avila en 1923, puis pour Thérèse de Lisieux en 1932. Les causes ont été repoussées par le pape Pie XI par la formule : « sexus obstat », qui repose sur une tradition excluant de fait les femmes de l'enseignement doctrinal depuis Paul de Tarse, bien que dépourvue de source normative.
L'ouverture du titre aux femmes date des années 1970 et commence à la fin du deuxième concile œcuménique du Vatican (1962–1965),. Paul VI proclame Thérèse d'Avila « Docteur de l'Église », en même temps que Catherine de Sienne, en 1970. Certains y voient un geste de reconnaissance envers les femmes.
Le projet du doctorat de Thérèse de Lisieux commence en 1932, et aboutit en 1997, lorsque le pape Jean-Paul II la proclame Docteur de l'Église. L'événement se déroule dans le cadre particulier de la Journée mondiale de la jeunesse (JMJ) à Paris.
Le doctorat féminin questionne l'évolution des relations entre femmes et catholicisme, la théologie au XXe siècle, l'accès des femmes au savoir théologique universitaire. Il contribue à l'histoire intellectuelle de l'Église.
Pour faire connaître l'actualité de leurs travaux, en 2022, une conférence internationale interuniversitaire intitulée « Femmes Docteurs de l'Église et patronnes de l'Europe en dialogue avec le monde d'aujourd'hui » est organisée à l'Université pontificale urbanienne de Rome en collaboration avec l'université spécialisée dans la formation du clergé missionnaire, l'université catholique d'Avila et l'institut d'études avancées sur les femmes de l'Athénée pontifical Regina Apostolorum. La démarche est appuyée par le pape François,.

Les quatre femmes Docteurs de l'Église en 2023
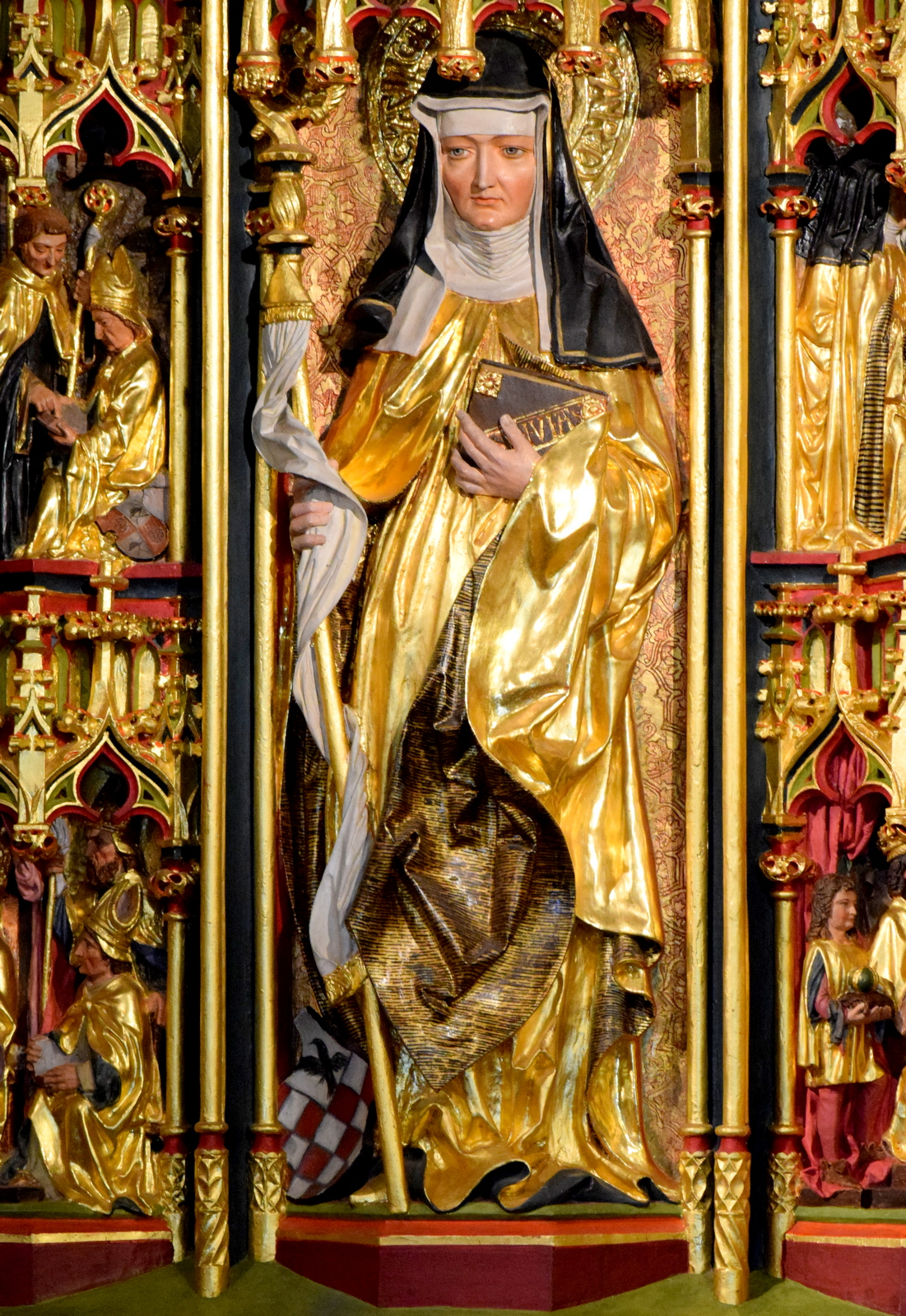
Hildegarde de Bingen.
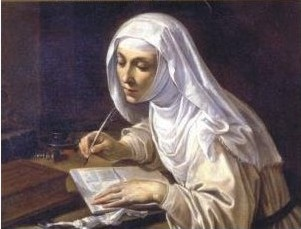
Catherine de Sienne.
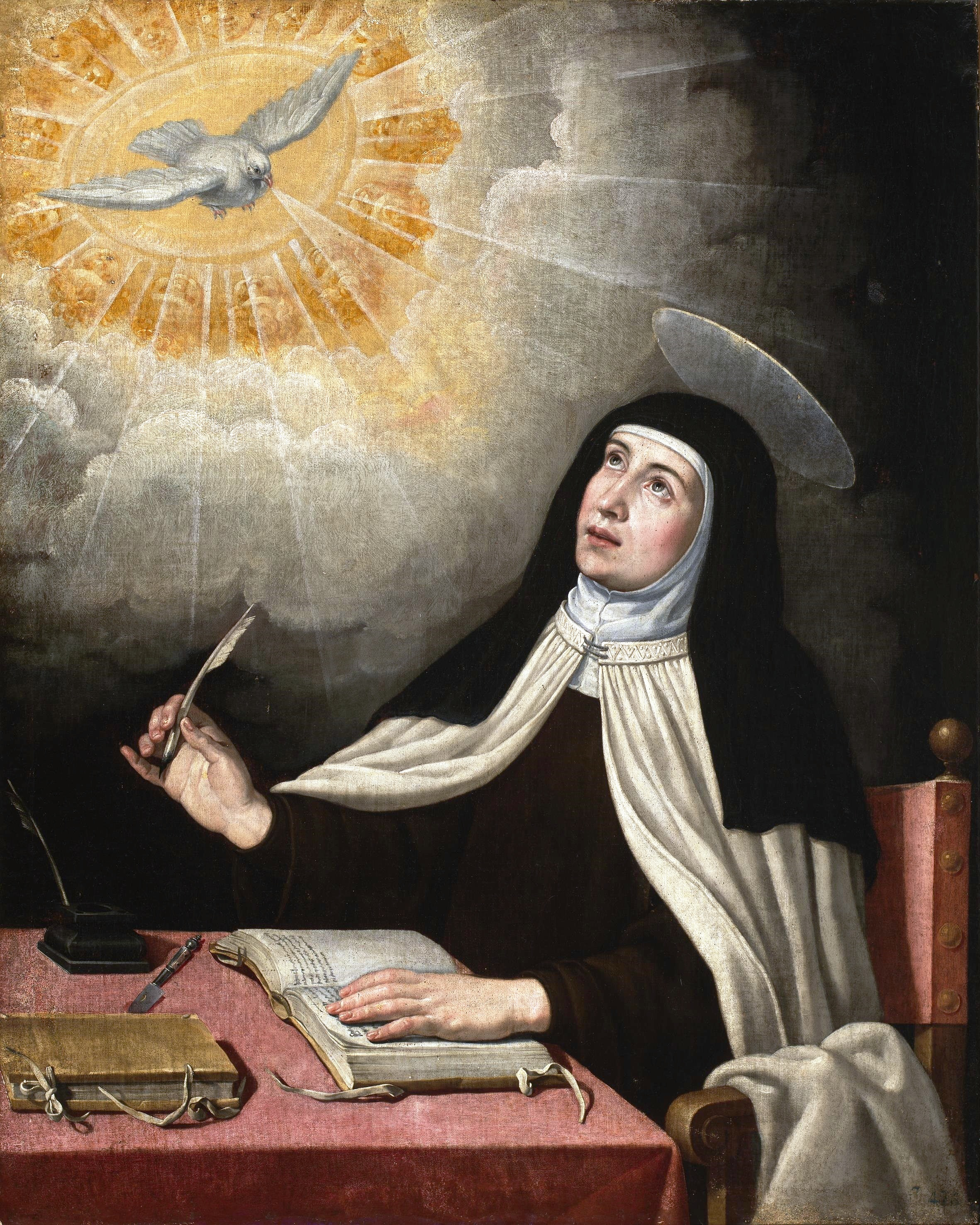
Thérèse d'Avila.
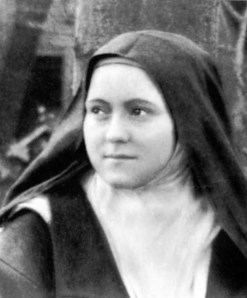
Thérèse de Lisieux.

## Liste chronologique
L'Église catholique reconnaît ainsi 38 Docteurs de l'Église. Ce titre ne doit pas être confondu avec celui de « Pères de l'Église » désignation traditionnelle, et non pas issue de l'autorité ecclésiastique, pour des personnalités des tous premiers siècles du christianisme.
Certains des Pères de l'Église furent également déclarés « Docteurs ». Le titre de Docteur a d'ailleurs été créé officiellement en 1295 par le pape Boniface VIII pour conférer une dignité spécifique à quatre Pères de l'Église latine.
Avec Pie V, la liste s'élargit pour comporter quatre Pères de l'Église d'Orient et Thomas d'Aquin. À partir du XVIIIe siècle, le Saint-Siège accorde le titre de manière relativement plus fréquente.
Entre 354 et 367, fait remarquable, dix Docteurs de l'Église ont vécu simultanément.

### Docteurs proclamés auXIIIesiècle
En 1295, pour la première fois, un pape, Boniface VIII confère officiellement le titre de « Docteur de l'Église » à quatre pères latins. Il souhaite ainsi élever leurs célébrations et commémorations liturgiques au rang de celles des apôtres et évangélistes. Ce sont :
- 1. Augustin d'Hippone (354–430), évêque ;
- 2. Ambroise de Milan (339–394), évêque ;
- 3. Jérôme de Stridon (vers 347–420), moine et traducteur de la Bible en latin (Vulgate) ;
- 4. Grégoire Ier dit le Grand (540–604), pape.

### Docteurs proclamés auXVIesiècle
Après le concile de Trente, en 1568, cette première liste est ouverte par le pape Pie V aux pères orientaux, quatre d'entre eux étant proclamés Docteurs de l'Église en même temps que Thomas d'Aquin. Ce sont :
- 5. Athanase d'Alexandrie (296–373), patriarche ;
- 6. Basile de Césarée, dit le Grand (330–379), évêque ;
- 7. Grégoire de Nazianze, dit Grégoire le Théologien (329–390), évêque ;
- 8. Jean Chrysostome (345–407), patriarche ;
- 9. Thomas d'Aquin (1225–1274), religieux dominicain, appelé « le Docteur commun », « le Docteur des Docteurs » ou « le Docteur angélique » ;
- 10. Bonaventure de Bagnoregio (1221–1274), religieux franciscain, cardinal, appelé « le Docteur séraphique », proclamation en 1586 par le pape Sixte V.

### Docteurs proclamés auXVIIIesiècle
À partir du XVIIIe siècle, le titre est accordé à :
- 11. Anselme de Cantorbéry (1033–1109), évêque, appelé « le Docteur magnifique », en 1720 ;
- 12. Isidore de Séville (vers 560 – 636), évêque, en 1722 ;
- 13. Pierre Chrysologue (vers 380 – 450), évêque, en 1729 ;
- 14. Léon Ier dit le Grand (406–461), pape, en 1754.

### Docteurs proclamés auXIXesiècle
- 15. Pierre Damien (vers 1007–1072), cardinal, religieux camaldule, en 1828 ;
- 16. Bernard de Clairvaux (1090–1153), moine cistercien, surnommé « le Docteur savoureux », en 1830 ;
- 17. Hilaire de Poitiers (315–367), évêque, en 1851 ;
- 18. Alphonse de Liguori (1696–1787), évêque, Docteur en morale, en 1871 ;
- 19. François de Sales (1567–1622), évêque, appelé « le Docteur de l'Amour », en 1877 ;
- 20. Cyrille d'Alexandrie (vers 380–444), patriarche, appelé « le Docteur de l'Incarnation », en 1882 ;
- 21. Cyrille de Jérusalem (?–387), patriarche, en 1882 ;
- 22. Jean Damascène (vers 675 – vers 749), moine d'Orient, en 1890[10] ;
- 23. Bède le Vénérable (672/673 – 735), moine, en 1899.

### Docteurs proclamés auXXesiècle
- 24. Éphrem le Syriaque (306–373), diacre, proclamation le 5 octobre 1920 par le pape Benoît XV ;
- 25. Pierre Canisius (1521–1597), jésuite, auteur d'un catéchisme populaire, proclamation le 21 mai 1925 par le pape Pie XI ;
- 26. Jean de la Croix (1542–1591), carme, appelé « le Docteur mystique », proclamation le 24 août 1926 par le pape Pie XI ;
- 27. Robert Bellarmin (1542–1621), jésuite et cardinal, proclamation le 17 septembre 1931 par le pape Pie XI ;
- 28. Albert le Grand (vers 1193–1280), dominicain, appelé « le Docteur universel », proclamation le 16 décembre 1931 par le pape Pie XI ;
- 29. Antoine de Padoue (vers 1195–1231), franciscain, appelé « le Docteur évangélique », ou « le Marteau des Hérétiques » (« Malleus hereticorum »), proclamation le 16 janvier 1946 par le pape Pie XII ;
- 30. Laurent de Brindes (1559–1619), capucin, appelé « le Docteur apostolique », proclamation le 19 mars 1959 par le pape Jean XXIII ;
- 31. Thérèse d'Avila (1515–1582), carmélite, première femme proclamée Docteur de l'Église, le 27 septembre 1970 par le pape Paul VI ;
- 32. Catherine de Sienne (1347–1380), tertiaire dominicaine, proclamation le 4 octobre 1970 par le pape Paul VI ;
- 33. Thérèse de Lisieux (1873–1897) ou Thérèse de l'Enfant-Jésus et de la Sainte-Face, carmélite, proclamation le 19 octobre 1997 par le pape Jean-Paul II.

### Docteurs proclamés auXXIesiècle
- 34. Jean d'Avila (1499–1569), prêtre espagnol, proclamation le 7 octobre 2012 par le pape Benoît XVI[11] ;
- 35. Hildegarde de Bingen (1098–1179), religieuse bénédictine, proclamation le 7 octobre 2012 par le pape Benoît XVI[11],[12] ;
- 36. Grégoire de Narek (951–1003), moine arménien, proclamation le 12 avril 2015 par le pape François[13] ;
- 37. Irénée de Lyon (vers 120 – 202), évêque et martyr, appelé « le Docteur de l'Unité », proclamation le 21 janvier 2022 par le pape François[14].
- 38. John Henry Newman (1801-1890), prélat anglais, converti au catholicisme en 1845, proclamation le 31 juillet 2025 par le pape Léon XIV.

## Causes de doctorat en cours d'étude
Les dossiers concernant les nouveaux Docteurs de l'Église sont examinés conjointement par la Congrégation pour les causes des Saints et celle pour la Doctrine de la foi.
Au début du XXIe siècle, la proclamation de Bernardin de Sienne ainsi que du cardinal John Henry Newman sont attendues ; parmi les autres causes de doctorat examinées, on compte cinq femmes : Véronique Giuliani, Gertrude de Helfta, Brigitte de Suède, Marguerite-Marie Alacoque et Julienne de Norwich, et neuf hommes : Jean Bosco, Cyrille et Méthode, Laurent Justinien, Antonin de Florence, Thomas de Villeneuve, Ignace de Loyola, Vincent de Paul, et Louis-Marie Grignion de Montfort.
D'autres noms sont parfois proposés par des conférences épiscopales, c'est ainsi le cas de la polonaise Faustine Kowalska le dimanche 2 octobre 2011 à l'occasion du deuxième congrès mondial de la divine miséricorde et du pape Jean-Paul II proposé lui aussi par la Conférence épiscopale polonaise. C'est aussi le cas de Jean Eudes, poussé par l'épiscopat français et les Eudistes, et de Césaire d'Arles dont les évêques de France ont soutenu la candidature le 4 novembre 2018.
En janvier 2023, le cardinal Angelo Bagnasco a proposé que le pape Benoît XVI soit déclaré Docteur de l'Église « dans les plus brefs délais »,. En janvier 2024, l'archevêque Georg Gänswein a également exprimé son souhait que Benoît XVI soit ainsi reconnu.